# Parco nazionale del Tatra
Il parco nazionale del Tatra (in slovacco: Tatranský Národný park) abbreviato anche come TANAP è uno dei nove parchi nazionali protetti presenti in Slovacchia. Si trova nel nord della Slovacchia centrale, nei Monti Tatra. Nel parco vi è una varietà diversificata di flora e fauna, con molte specie endemiche, tra cui i camosci Tatra.

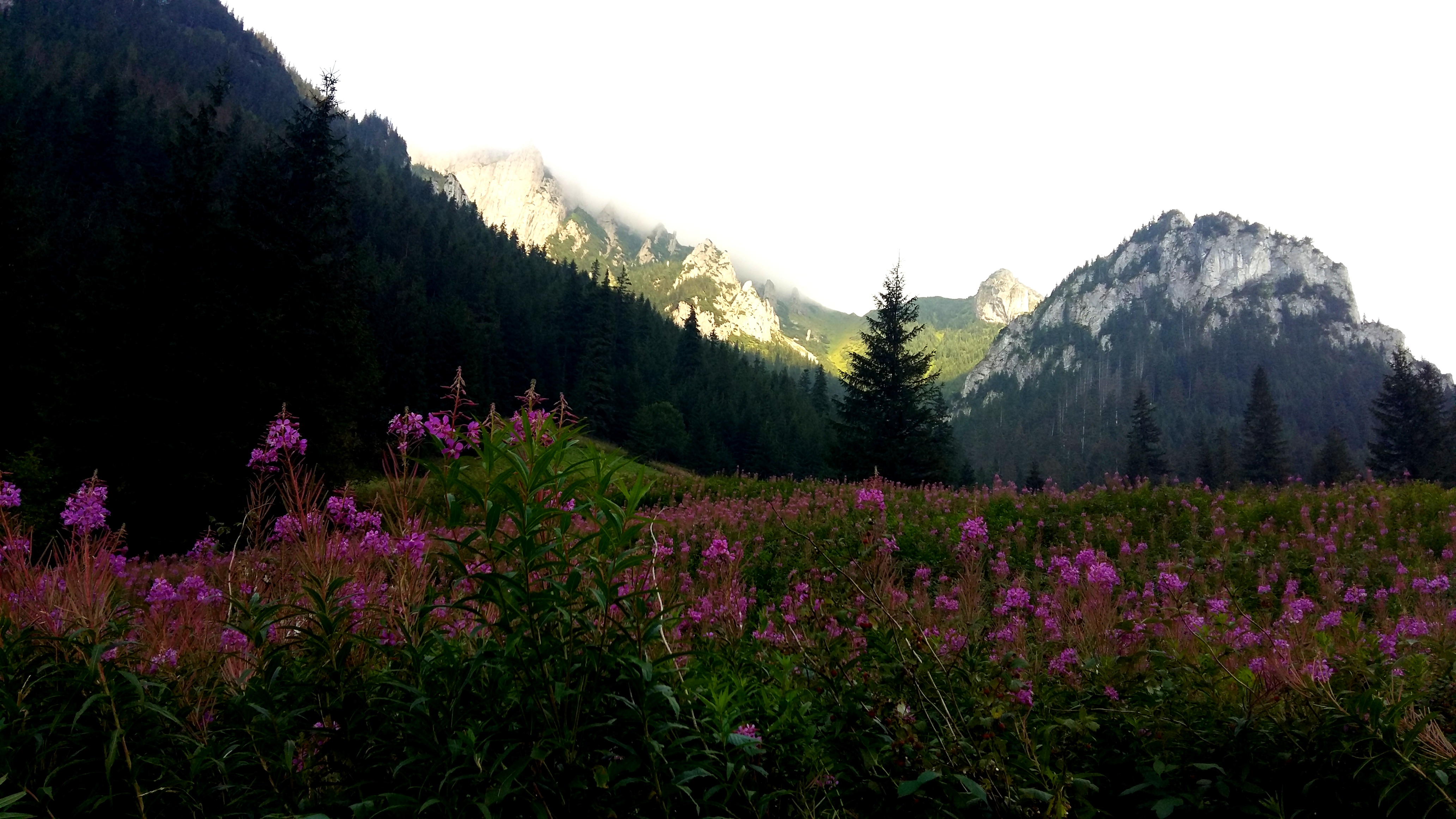
Vista del parco

Il parco nazionale dei Tatra protegge le aree slovacche degli Alti Tatra, la catena montuosa nel Tatra orientale (Východné Tatry), e le aree del Tatra occidentali (Západné Tatry). La parte occidentale del Parco Nazionale dei Tatra è situata nella regione di Žilina e nella parte orientale nella regione di Prešov.
Il parco  si estende su un'area di 738 km 2  e la zona cuscinetto attorno al parco copre un'area di 307 km 2; sono i 1045 km 2 complessivi. Il parco offre 600 km di sentieri escursionistici e 16 piste ciclabili.

## Clima
| Chochołowska (1991-2020) Fonte: meteomodel.pl | Mesi         | Mesi         | Mesi         | Mesi         | Mesi        | Mesi        | Mesi        | Mesi        | Mesi        | Mesi         | Mesi         | Mesi         | Stagioni | Stagioni | Stagioni | Stagioni | Anno    |
| Chochołowska (1991-2020) Fonte: meteomodel.pl | Gen          | Feb          | Mar          | Apr          | Mag         | Giu         | Lug         | Ago         | Set         | Ott          | Nov          | Dic          | Inv      | Pri      | Est      | Aut      | Anno    |
| --------------------------------------------- | ------------ | ------------ | ------------ | ------------ | ----------- | ----------- | ----------- | ----------- | ----------- | ------------ | ------------ | ------------ | -------- | -------- | -------- | -------- | ------- |
| T. max. media (°C)                            | 0,4          | 0,8          | 3,2          | 8,6          | 13,5        | 17,0        | 18,8        | 18,9        | 14,2        | 10,2         | 5,4          | 1,2          | 0,8      | 8,4      | 18,2     | 9,9      | 9,4     |
| T. media (°C)                                 | −3,9         | −3,7         | −1,5         | 3,3          | 8,5         | 12,1        | 13,7        | 13,4        | 9,0         | 5,1          | 1,4          | −2,5         | −3,4     | 3,4      | 13,1     | 5,2      | 4,6     |
| T. min. media (°C)                            | −7,3         | −7,3         | −5,1         | −0,6         | 3,9         | 7,3         | 9,0         | 8,8         | 5,0         | 1,4          | −1,7         | −5,7         | −6,8     | −0,6     | 8,4      | 1,6      | 0,6     |
| T. max. assoluta (°C)                         | 12,0 (2007)  | 14,5 (1998)  | 18,4 (2014)  | 22,5 (2012)  | 26,0 (2005) | 29,1 (2021) | 30,9 (2007) | 30,1 (2000) | 27,3 (2015) | 25,6 (2000)  | 22,3 (2008)  | 14,6 (2015)  | 14,6     | 26,0     | 30,9     | 27,3     | 30,9    |
| T. min. assoluta (°C)                         | −26,2 (2017) | −25,3 (2012) | −21,9 (2018) | −13,2 (1995) | −8,2 (2007) | −1,5 (2006) | 1,1 (2007)  | 0,4 (1998)  | −4,0 (2007) | −12,7 (2003) | −17,3 (1999) | −20,5 (2009) | −26,2    | −21,9    | −1,5     | −17,3    | −26,2   |
| Giorni di calura (Tmax ≥ 30 °C)               | 0,0          | 0,0          | 0,0          | 0,0          | 0,0         | 0,0         | 0,1         | 0,0         | 0,0         | 0,0          | 0,0          | 0,0          | 0,0      | 0,0      | 0,1      | 0,0      | 0,1     |
| Giorni di gelo (Tmin ≤ 0 °C)                  | 28,8         | 26,0         | 26,6         | 15,7         | 4,4         | 0,4         | 0,0         | 0,0         | 2,4         | 12,1         | 18,2         | 27,1         | 81,9     | 46,7     | 0,4      | 32,7     | 161,7   |
| Giorni di ghiaccio (Tmax ≤ 0 °C)              | 13,8         | 11,8         | 7,8          | 2,0          | 0,0         | 0,0         | 0,0         | 0,0         | 0,0         | 0,6          | 5,7          | 11,5         | 37,1     | 9,8      | 0,0      | 6,3      | 53,2    |
| Nuvolosità (okta al giorno)                   | 5,1          | 5,4          | 5,3          | 5,1          | 5,1         | 5,4         | 5,1         | 4,6         | 5,0         | 4,8          | 5,1          | 5,2          | 5,2      | 5,2      | 5,0      | 5,0      | 5,1     |
| Precipitazioni (mm)                           | 94,0         | 84,3         | 115,5        | 121,6        | 194,2       | 211,7       | 239,2       | 159,4       | 176,0       | 125,3        | 101,0        | 87,7         | 266,0    | 431,3    | 610,3    | 402,3    | 1 709,9 |
| Giorni di pioggia                             | 13,8         | 13,0         | 14,2         | 13,3         | 16,7        | 16,1        | 15,9        | 12,1        | 12,1        | 12,8         | 11,6         | 13,3         | 40,1     | 44,2     | 44,1     | 36,5     | 164,9   |
| Nevicate (cm)                                 | 1 314,9      | 1 605,8      | 1 406,5      | 456,3        | 11,6        | 0,7         | 0,0         | 0,0         | 2,3         | 54,7         | 269,1        | 671,3        | 3 592,0  | 1 874,4  | 0,7      | 326,1    | 5 793,2 |
| Umidità relativa media (%)                    | 88,0         | 87,8         | 89,9         | 89,9         | 87,2        | 87,9        | 85,9        | 85,9        | 90,1        | 89,9         | 86,3         | 85,9         | 87,2     | 89,0     | 86,6     | 88,8     | 87,9    |
| Vento (direzione-m/s)                         | 2,1          | 2,1          | 1,9          | 1,8          | 1,6         | 1,4         | 1,4         | 1,2         | 1,3         | 1,8          | 2,0          | 1,6          | 1,9      | 1,8      | 1,3      | 1,7      | 1,7     |